# Élection présidentielle polynésienne de 2014
L'élection présidentielle de Polynésie française se déroule le 12 septembre 2014 et permet l'élection du Président de la Polynésie française. Édouard Fritch est élu par 46 voix, contre 10 à son adversaire Richard Tuheiava,.

## Élection du président
Première institution du pays, le président de la Polynésie française est élu par les représentants de l'Assemblée de la Polynésie française parmi ses membres. Il est élu pour une durée de 5 ans, renouvelable. L'élection intervient dans les 15 jours suivant l'ouverture de la première session de l'Assemblée de la Polynésie française. Cette élection a lieu au scrutin secret et obéit à des conditions précises :
- Dépôt des candidatures ;

Pour le premier tour, les candidatures sont remises au président de l’Assemblée de la Polynésie française au plus tard à la veille du jour du scrutin. En cas de deuxième tour, de nouvelles candidatures peuvent être déposées. Elles sont remises au président de l’Assemblée de la Polynésie française au plus tard trois heures avant l’ouverture du deuxième tour de scrutin.
- Conditions de quorum ;

L’Assemblée de la Polynésie française procède à l’élection du président de la Polynésie française à condition que 3/5 des représentants soient présents. À défaut, l’Assemblée de la Polynésie française se réunit obligatoirement trois jours plus tard, dimanche et jours fériés non compris, quel que soit le nombre des représentants présents.
- Majorité absolue des membres ou majorité absolue des suffrages exprimés ;

Si, après deux tours de scrutin, aucun candidat n’obtient la majorité absolue des membres composant l’assemblée, il est procédé à un troisième tour et l’élection a lieu à la majorité absolue des suffrages exprimés. Le vote est personnel.
Il existe différents motifs justifiant l’élection d'un nouveau président de la Polynésie française. 
- Adoption d'une motion de défiance ou d'une motion de renvoi, décès, démission volontaire ou d'office, ou empêchement définitif l'actuel président Édouard Fritch.

## Résultats
| Candidats                | Candidats                | Partis                   | Premier tour | Premier tour |
| Candidats                | Candidats                | Partis                   | Voix         | %            |
| ------------------------ | ------------------------ | ------------------------ | ------------ | ------------ |
|                          | Édouard Fritch           | Tahoeraa Huiraatira      | 46           | 80,70        |
|                          | Richard Tuheiava         | Tavini Huiraatira        | 10           | 19,20        |
|                          |                          |                          |              |              |
| Suffrages exprimés       | Suffrages exprimés       | Suffrages exprimés       | 56           | 98,25        |
| Blancs et nuls           | Blancs et nuls           | Blancs et nuls           | 1            | 1,75         |
| Total                    | Total                    | Total                    | 57           | 100          |
| Abstentions              | Abstentions              | Abstentions              | 0            | 0            |
| Inscrits / participation | Inscrits / participation | Inscrits / participation | 57           | 100          |